# Unión Deportiva Ibiza HC Eivissa
La Unión Deportiva Ibiza Handbol Club Eivissa es club de Balonmano de la localidad de Ibiza, fundado en 1999. Actualmente compite en la División de Honor Plata.

## Historia
En el verano de 1999 se hizo realidad la idea de crear un equipo de balonmano en el municipio de Ibiza. Esta idea surgió de un grupo de amigos enamorados de este deporte y que vieron necesaria la creación de un Club para que no se perdiera un deporte practicado durante muchos años y con mucha tradición en nuestro municipio y en nuestra isla.
Está iniciativa que empezó con una sola plantilla de unos 15 jugadores se ha ido consolidando año tras año con el esfuerzo de los diferentes integrantes de la directiva, jugadores y entrenadores del club situando al Handbol Club Eivissa como uno de los clubes más emblemáticos de la ciudad y como uno de los más numerosos en número de fichas.
Actualmente cuenta con un total de 14 equipos desde categoría prebenjamín con jugadores y jugadoras de 5 y 6 años hasta categoría profesional masculina que milita en la División de Honor Plata, además de contar con el colegio Sa Real donde se lleva a cabo la actividad de balonmano.
La plantilla técnica está formada por 17 entrenadores, dos de ellos profesionales, dos entrenadores de porteros y porteras y todos titulados en balonmano.
A día de hoy, el club tiene entre sus filas casi 170 jugadores, incluyendo las categorías de formación y los profesionales del conjunto de División de Honor Plata.
Sus aspiraciones son máximas: ser el club referente en Baleares a nivel profesional y en categorías de base.

## Organigrama deportivo

### Jugadores
| N.º | Nombre           | Edad | Posición          | Altura (m) |
| --- | ---------------- | ---- | ----------------- | ---------- |
|     | Roberto Domènech | 21   | Portero           | 1.90       |
|     | Gerard Forns     | 29   | Portero           | 1.87       |
| 11  | Samuel Pereiro   | 26   | Central           | 1.87       |
| 28  | Javier Bodí      | 22   | Central           | 1.85       |
| 36  | Ángel Rodríguez  | 25   | Central           | 1.86       |
| 13  | Javier Rodríguez | 26   | Lateral izquierdo | 1.82       |
|     | Njegos Djukic    | 22   | Lateral izquierdo | 1.91       |
|     | Anderson Caycedo | 28   | Lateral izquierdo | 1.85       |
| 4   | Adrián Fernández | 18   | Lateral derecho   | 1.79       |
|     | Nikola Jeremic   | 23   | Lateral derecho   | 1.93       |
|     | Manuel Barrios   | 24   | Lateral derecho   | 1.99       |
| 21  | Marc Torres      | 30   | Extremo izquierdo | 1.80       |
| 23  | Diego Prada      | 24   | Extremo izquierdo | 1.82       |
| 5   | Germán Giráldez  | 31   | Extremo derecho   | 1.81       |
| 10  | Vicente Sancho   | 31   | Extremo derecho   | 1.81       |
|     | Eduardo Alonso   | 18   | Extremo derecho   | 1.74       |
| 13  | Alex Malid       | 25   | Pivote            | 1.90       |
| 19  | Daniel Bernárdez | 26   | Pivote            | 1.90       |

### Traspasos
Traspasos para la temporada 2023–24
Altas
- Nikola Jeremic (LD) desde ( RK Gračanica)
- Njegos Djukic (LI) desde ( FK Sloboda Tuzla)
- Eduardo Alonso (ED) desde ( BM Porriño)
- Manuel Barrios (LD) desde ( BM Alarcos)
- Anderson Caycedo (LI) desde ( Grand Poitiers HB 86)
- Roberto Domènech (PO) desde ( BM Benidorm) (Cedido)
- Gerard Forns (PO) desde ( BM Cangas)

Bajas
- Javier Espinosa (LI) al ( BM Burgos)
- Juan Gamallo (PO) al ( Balonmano Base Oviedo)
- Jorge Broto (PO) al ( Eón Alicante)
- David García (ED) al ( Agustinos Alicante)
- Jordi Mari (EI)
- Joel Huesmann (LI)
- Eloy Krook (LI)
- Alberto Sanz (LD)

### Cuerpo técnico
- Entrenador: Eugenio Tilves
- Ayte. Entrenador: Hugo Suárez
- Oficial: Jaime Marí
- Oficial: Jordi Grau
- Oficial: Jose Miguel Portas
- Oficial: Pedro Cubero
- Médico: Ignacio Javier García
- Delegado: Massimo Salvatore